# 應聖寺
應聖寺（おうしょうじ）は、兵庫県神崎郡福崎町にある天台宗の寺院。山号は妙見山。本尊は聖観音。沙羅の寺として知られている。

## 歴史
寺伝によると、当寺は『播磨国風土記』にも記されている「高岡の里」に、天竺よりやってきた法道仙人によって白雉年間（650年 - 654年）に創建されたという。近年、当寺に伝わる釈迦誕生仏（福崎町指定有形文化財）が白鳳時代（7世紀後半）の仏像であることが確認され、改めて当寺は福崎最古の寺院であることが明らかとなった。
その後当寺は次第に衰微していったが、鎌倉時代に播磨国の守護となった小山氏の祈願所とされ、文永2年（1265年）11月に祐運大徳によって中興された。
南北朝時代の観応2年（1351年）には播磨守護赤松則祐の祈願所となり、七堂伽藍が整えられて再興された。この時、赤松則祐はもとは平景清の念持仏で当時世に聞こえた霊像の聖観音像を京から遥々奉迎して当寺の新たな本尊としている。また、「その妙（たえ）なる霊験殊（こと）に顕著なるゆえ」に、新たに妙顕山もしくは妙見山と山号と改めたという。
この頃の当寺の住職は末社十社を支配する一之宮神社の別当職を兼務していた。
江戸時代には姫路藩主の酒井氏との関係が深かったようで、藩主来山記紙片の他、酒井家2代藩主酒井忠以（宗雅）ゆかりの人物である松平不昧（茶道師匠）、酒井抱一（実弟）、河合寸翁（家老）の遺品や当寺への寄進の品といわれる寺宝が伝わっている。
当寺は通称「沙羅の寺」として知られ大小約200本もの沙羅の木が茂るが、沙羅の季節には他にもセッコク、サツキ、キョウカノコ、オカトラノオ、ハンゲショウなども咲く。

## 境内
- 本堂 - 1868年（明治元年）再建。1924年（大正13年）改築[1]。
- 玄関
- 書院
- 庫裏 - 1868年（明治元年）再建。1924年（大正13年）改築[1]。
- 庭園「蓬莱の庭」 - 本堂の前にある。
- 庭園（兵庫県指定名勝） - 江戸時代初期の石組をとどめる池泉観賞式庭園[1]。
- 開山堂 - 2001年（平成13年）建立[1]。
- 茶室「不動庵」 - 2001年（平成13年）築[1]。
- 鎮守堂
- 鐘楼
- 路地門
- 山門
- 庭園「涅槃の庭」
  - 涅槃仏 - 頭と足は石製で胴体はサツキの生け垣でできている。右脇腹を下にして横たわり、身長約8メートル、肩幅の一番広い所で高さ1.5メートルある。この涅槃仏像は、第34世住職祐廣和尚が1994年（平成6年）に完成させたものである。さらに、その周囲に日本全国の山と川の108個の石を配置し、四方には沙羅の木を植えることにより、前述の涅槃仏と合わせて立体涅槃図としている[3][1]。
- 祈願堂 - 奥之院。1979年（昭和53年）再建[1]。
- 地蔵堂

## 文化財

### 兵庫県指定名勝
- 應聖寺庭園

### 福崎町指定有形文化財
- 銅造誕生釈迦仏立像 - 白鳳時代（7世紀後半）の制作で、兵庫県内で最も古い仏像彫刻の一つ。
- 絹本着色仏涅槃図 1幅
- 絹本着色愛染明王図 1幅
- 紙本着色金剛界曼荼羅 1幅
- 紙本着色天台大師入定図 1幅

## 行事
- 2月第1日曜日 - 採灯大護摩鬼舞い法要。
- 2月15日 - 涅槃会。
- 5月8日 - 花まつり会。
- 6月中旬から7月上旬 - 沙羅まつり。
- 11月下旬から12月上旬 - 紅葉まつり。
- 11月24日 - 天台大師会（大根たき）。

## 前後の札所
関西花の寺二十五霊場
7 如意寺　-　8 應聖寺　-　9 鶴林寺
播州薬師霊場
12 神積寺　-　13 應聖寺　-　14 薬常寺

## 所在地
- 兵庫県神崎郡福崎町高岡1912

## アクセス
- JR播但線 福崎駅よりタクシーで約8分。
- 中国自動車道福崎ICより北西へ約7キロメートル。